# 福岡市立福岡中学校
福岡市立福岡中学校（ふくおかしりつふくおかちゅうがっこう）は、福岡県福岡市東区馬出3丁目11番1号にある公立中学校である。
創立時は、現在の馬出小学校に校舎が存在した。1983年（昭和58年）に、馬出地区の再開発とともに現在地に移転。元東公園の動物園跡地に建設されたため、動物園入り口の門が正門として使われたという経緯があり、今日においても使われている。 
教育実績に対して高い評価を受けている。1978年（昭和53年）11月福岡市教育委員会より優秀校として教育委員会表彰を受け、1979年（昭和54年）11月父母教師会が文部大臣より表彰を受けた。1980年（昭和55年）6月文部省の研究指定校として、2006年（平成18年）10月福岡市教育委員会の研究指定校としてそれぞれ研究発表会を実施している。

## 校訓
- いたわり
- きびしさ
- たくましさ

## 沿革
- 1949年（昭和24年）4月 - 開校
- 1950年（昭和25年）11月 - 新校舎落成式挙行
- 1961年（昭和36年）4月 - 吉塚中学校開校（福岡中学校より分離）
- 1983年（昭和58年）4月 - 博多第一中学校、博多第二中学校の統合により、博多第一中学校の跡地に移転
- 1998年（平成10年）10月 - 創立50周年記念式典

## 著名な卒業生
- 植岡虎太郎(柔道選手)